# Kulawki
Kulawki – część wsi Rozkochów w Polsce położona w województwie małopolskim, w powiecie chrzanowskim, w gminie Babice.
W latach 1975–1998 Kulawki położone były w województwie katowickim.